# Fili Moala

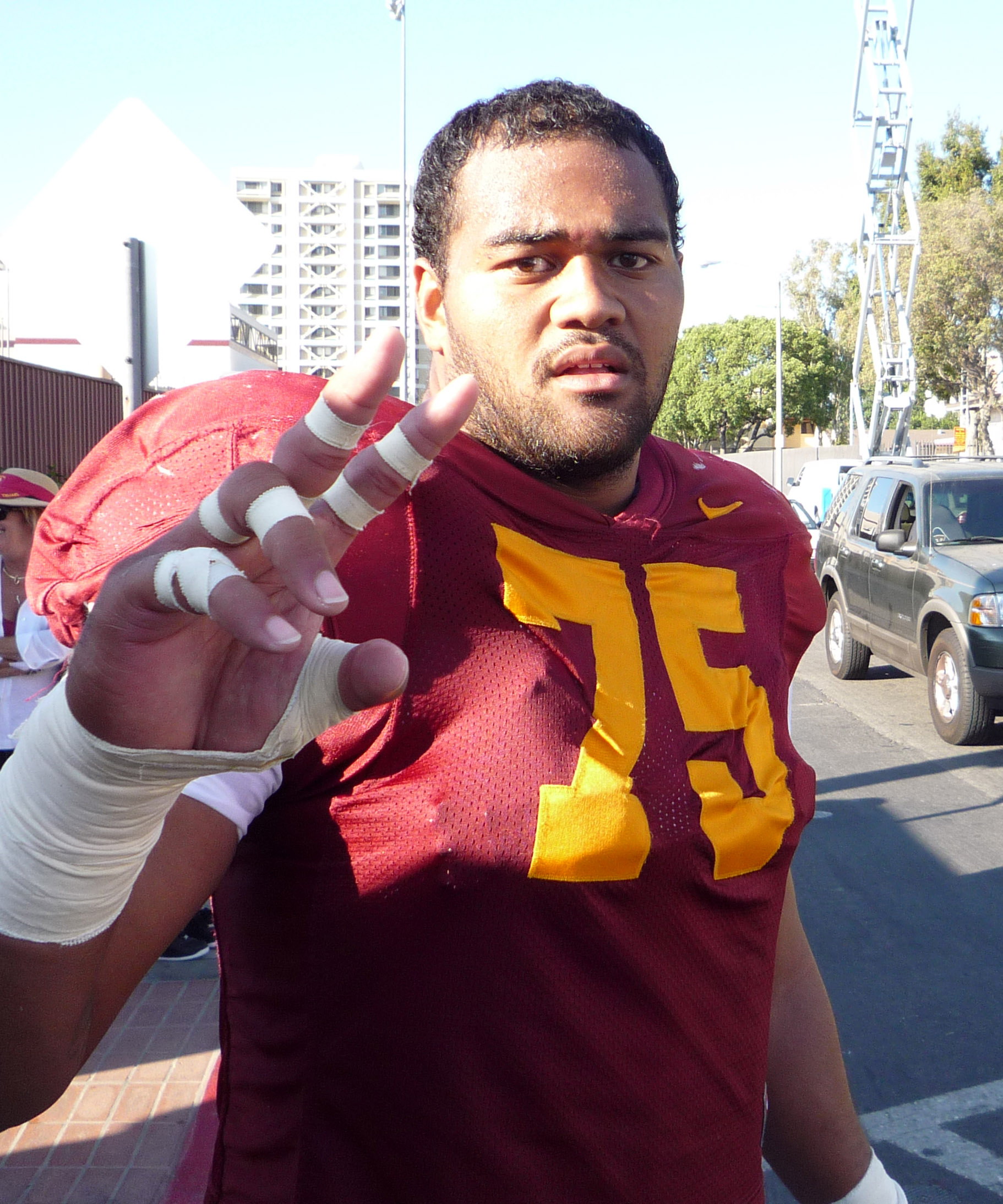
Fili Moala em 2008

Fili Moala (23 de junho de 1983, Buena Park, Califórnia) é um ex jogador de futebol americano que atuava na posição de defensive tackle na National Football League. No começo a mãe de Moala não o deixou praticar futebol americano até o ensino médio, porém ele jogava basquete e beisebol. Quando finalmente pôde jogar futebol americano, Moala começou atuando na Western High School em Anaheim, no estado americano da Califórnia, onde ganhou vários prêmios.

## College Football
Moala jogou futebol americano universitário pela University of Southern California. Durante seu segundo ano na faculdade, Moala começou a ganhar seu lugar como titular na USC recebendo uma menção honrosa para o All-Pac-10. Ele terminou 2007 com 33 tackles, 2,5 sacks e um fumble recuperado. Em 2008, Fili Moala começou a chamar a atenção como um dos melhores DTs do college football devido ao seu físico e agilidade sendo decisivo em muitos jogos pelo USC Trojans principalmente contra o jogo corrido adversário. Fili Moala foi escolhido nos Mocks como um dos Top 10 DTs do draft de 2009.

### Honras e Prêmios Universitários
- Convidado para o Senior Bowl de 2009
- Sporting News Second Team All-American de 2008
- AP Third Team All-American de 2008
- First Team All-Pac 10 de 2008
- USC Defensive Lineman of the year de 2008
- Menção honrosa All-Pac-10 (2007)

## NFL
Moala foi selecionado pelo Indianapolis Colts na segunda rodada do Draft de 2009 da NFL como pick n° 56. Ao fim de 2014 ele foi dispensado, sem que tivesse uma carreira de impacto.